# Jack Cade
Jack Cade (gestorven: Heathfield, 12 juni 1450) was een Engelse opstandeling die in opstand kwam tegen koning Hendrik VI van Engeland. Tijdens de opstand nam hij de naam John Mortimer aan, met deze naam impliceerde hij dat hij connecties had met de familie van de Hertog van York.

## Biografie
Jack Cade leefde in Sussex toen hij in 1449 werd verdacht van het vermoorden van een vrouw. Hij vluchtte naar Frankrijk en keerde vervolgens weer terug naar Engeland. Cade settelde zich in Kent waar hij zich voordeed als een arts. In juni 1450 stelde hij zich aan het hoofd van Kentse opstandelingen die streden tegen de recente belastingverhoging. In deze tijd deed Cade zich voor als John Mortimer, maar in tegenstelling tot wat hij vertelde stond hij niet in contact met Richard van York die op dat moment in Ierland verbleef. De naam Mortimer was afkomstig van de moeder van de Hertog van York, Anne Mortimer. Het gerucht ging dat Jack Cade koning Hendrik VI wilde vervangen door Richard van York. Cade zou volgens de adviseurs van de koning ook afkomstig zijn uit Ierland, waar enkele landerijen van de Mortimers lagen.
Cade ontpopte zich een effectieve leider van de opstand en wist ook een programma van hervormingen samen te stellen. Met zijn legertje van opstandelingen trok hij westwaarts en op 11 juni bereikten ze Blackheath, nabij Londen. Enkele dagen later vonden er onderhandelingen plaats tussen de opstandelingen en de Kroon, maar deze leidde niet tot een akkoord. Hierop trokken de opstandelingen Kent weer in en wisten ze een strafexpeditie onder leiding van Humphrey en William Stafford te verslaan.
Nadat in Londen ook opstanden tegen de koning uitbraken waarop Hendrik VI uiteindelijk de stad ontvluchtte trok Cade wederom op naar Blackheath. Op 2 juli bereikten ze Southwark. Een dag later trokken ze over London Bridge naar de hoofdstad waar de Londense militie hen probeerde te bevechten en konden uiteindelijk de stad innemen. Eenmaal in Londen zat Cade een rechtbank voor die de misdadigers van het regime moest straffen. Onder hen bevond zich ook de Lord High Treasurer James Fiennes die als eerste werd onthoofd op straat. Naast Fiennes werden nog enkele andere mensen geëxecuteerd.
De Londenaren raakten het schrikbewind van Cade algauw beu en verzamelden een klein legertje onder leiding van een paar veteranen. In de avond van 5 juli gingen de Londenaren in de aanval en de rebellen werden uiteindelijk teruggedreven. Op 7 juli aanvaardden vele opstandelingen een koninklijk pardon van koningin Margaretha. Cade weigerde en trok zich opnieuw terug naar Kent. Drie dagen later werd er een prijs van duizend marken op zijn hoofd gezet. Sheriff Alexander Iden wist hem bij Heathfield gevangen te nemen na een gevecht, maar Cade overleed nog tijdens de reis aan zijn verwondingen. Hij werd postuum bij Newgate onthoofd en zijn hoofd werd door de stad rondgedragen voordat het op een piek op de London Bridge werd gezet.

## Nalatenschap
Jack Cade is een belangrijk personage in het toneelstuk Hendrik VI, deel 2 van William Shakespeare.